# 何念慈 (台灣)
何念慈（1955年—），孫瑩瑩、孫芸芸、孫智宏的母親，孫道存之前妻，畢業於加州州立大學洛杉磯分校。

## 家庭
- 何念慈乃孫道存的前妻，二人於1976年结婚。
- 1977年生下長女孫瑩瑩，1978年生下二女孫芸芸，1989年生下兒子孫智宏。
- 其後於2007年離婚。

## 個人生活
- 2010年5月，何念慈與同齡（56歲）的洛杉磯名流田力行在峇里島完成婚禮。